# Cantigas de Santa Maria

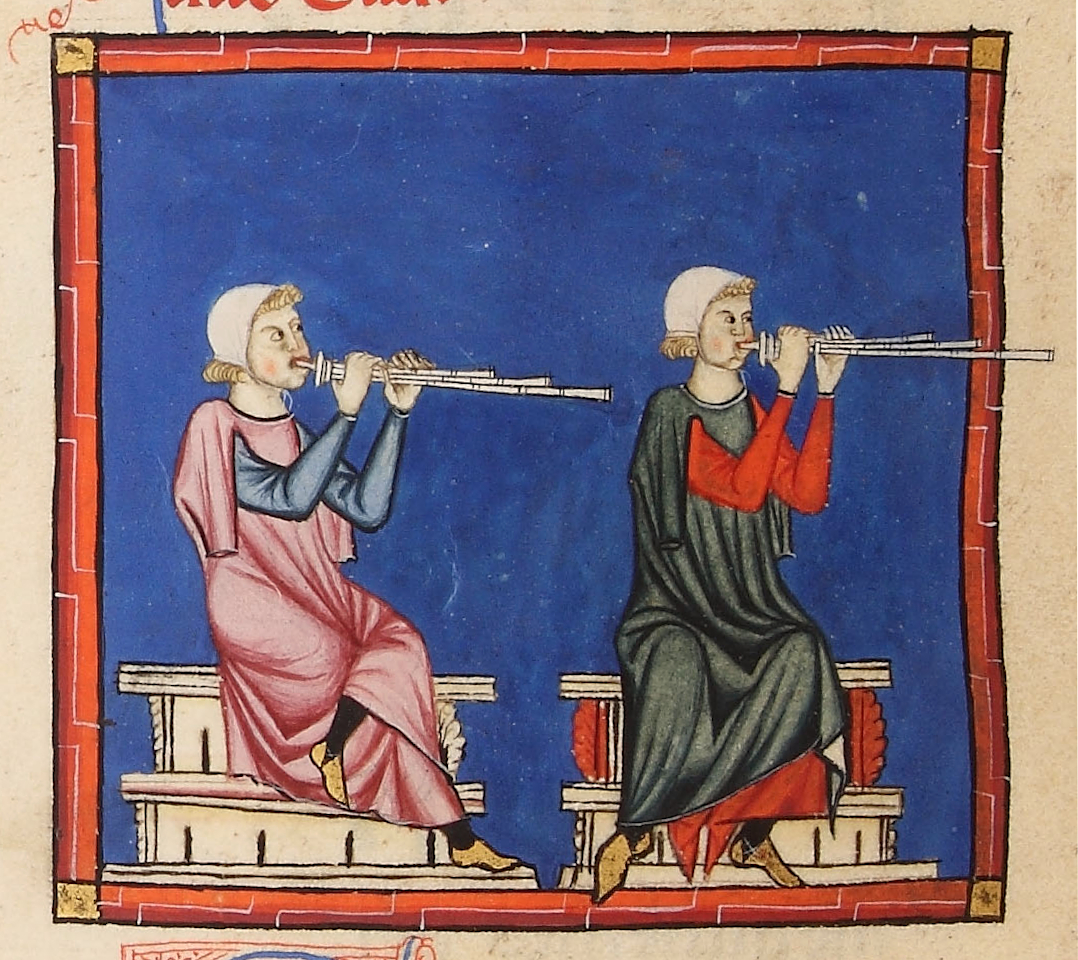
O ilustrație din codexul E al lucrării Cantigas de Santa Maria.

Cantigas de Santa Maria („Cântările Sfintei Maria”) reprezintă 420 de poeme cu notație muzicală, scrise în galițiana medievală (portugheza veche), în timpul domniei lui Alfonso al X-lea cel Înțelept (1221-1284) și deseori atribuită lui.  
Este una dintre cele mai mari colecții de monodii (cântece pe o singură voce) și evocă pe Fecioara Maria în fiecare piesă, iar fiecare al zecelea cântec este un imn. 
Cantigas au supraviețuit în patru codice manuscrise: două la El Escorial, unul la Biblioteca Națională din Madrid și unul în Florența, Italia. Codexul E din El Escorial este decorat cu miniaturi colorate, reprezentând perechi de muzicieni cântând la o marie varietate de instrumente. Códice Rico (T) din El Escorial și cel de la Biblioteca Națională Centrală a Florenței (F) sunt bogat decorate cu mici ilustrații narative. 

## Descriere
Cantigas sunt scrise în portugheza veche, tipică la vremea aceea ca limbă literară în Castilia. Cantigas cuprind 420 de poezii, dintre care 356 sunt narative, povestind minunile Mariei; restul, exceptând o introducere și două prologuri, sunt legende sau includ sărbătorile Sfintei Maria. Cantigas o înfățișează pe Fecioara Maria într-o manieră omenească, deseori având-o ca personaj în episoade lumești. 
Autorii sunt necunoscuți, deși mai multe studii au sugerat că poetul galițian Airas Nunes ar fi fost autorul unui număr mare de texte componente. Regele Alfonso al X-lea —  numit Affonso în Cantigas — este, de asemenea, considerat a fi  autorul unora dintre ele, deoarece textele sunt la persoana întâi. În spirijinul acestei teorii vine prologul culegerii. De asemenea, multe surse îi acordă credit regelui Alfonso, datorită influenței lui asupra altor lucrări din tradiția poetică, inclusiv introducerea sa în cântul religios. Deși calitatea de autor a regelui Alfonso este discutabilă, influența lui nu este. În vreme ce restul lucrărilor majore care au rezultat în urma atelierelor lui Alfonso, incluzând istorii și alte texte în proză, erau în castiliană, Cantigas sunt în portugheza veche și reflectă popularitatea la curtea Castiliei a altor corpusuri poetice, precum cantigas d'amigo și cantigas d'amor.

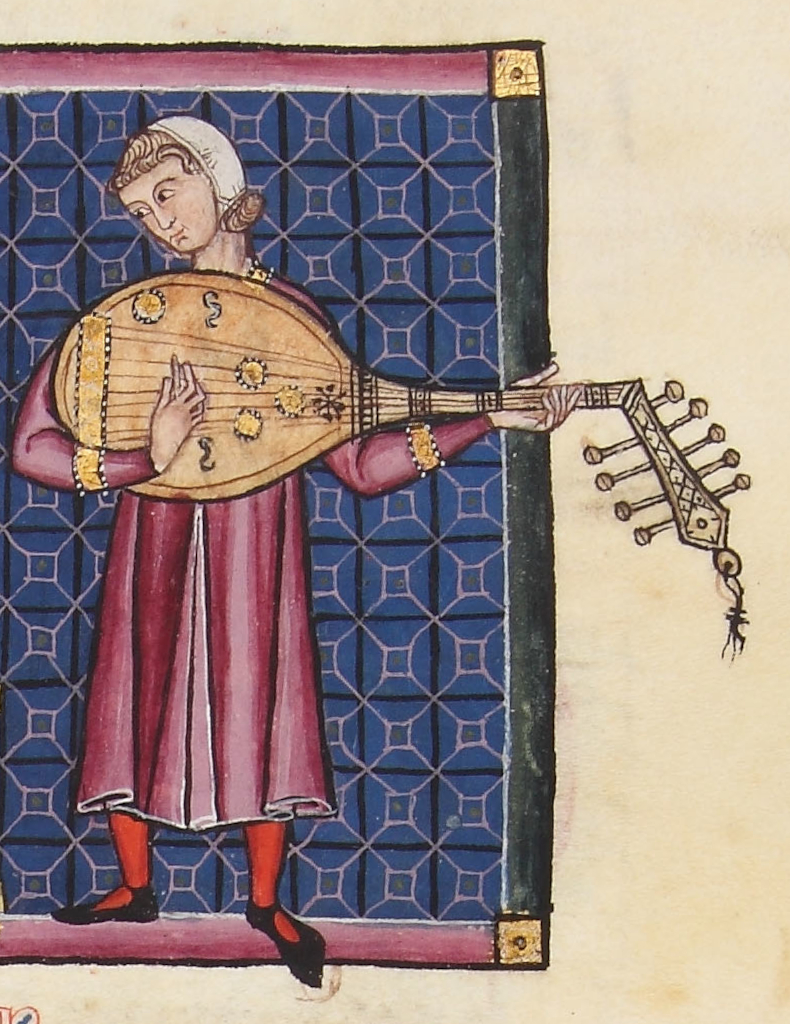
Un interpret al lăutei.

Metrica este extraordinar de diversă: 280 de formate diferte pentru cele 420 de cântări. Cele mai frecvente sunt virelai și rondeau. Lungimea versurilor variază între două și 24 de silabe. Vocea naratorului în multe dintre cântece descrie o relație de iubire, în moda trubadurilor, cu divinul. Muzica este scrisă într-o notație asemănătoare celei folosite în muzica medievală bisericească, însă conține de asemenea, indicii cu privire la duratele notelor. Există câteva transcripții. Cantigas sunt deseori înregistrate și interpretate de grupuri de muzică veche și sunt chiar câteva CD-uri disponibile cu muzică din Cantigas. 

### Codice

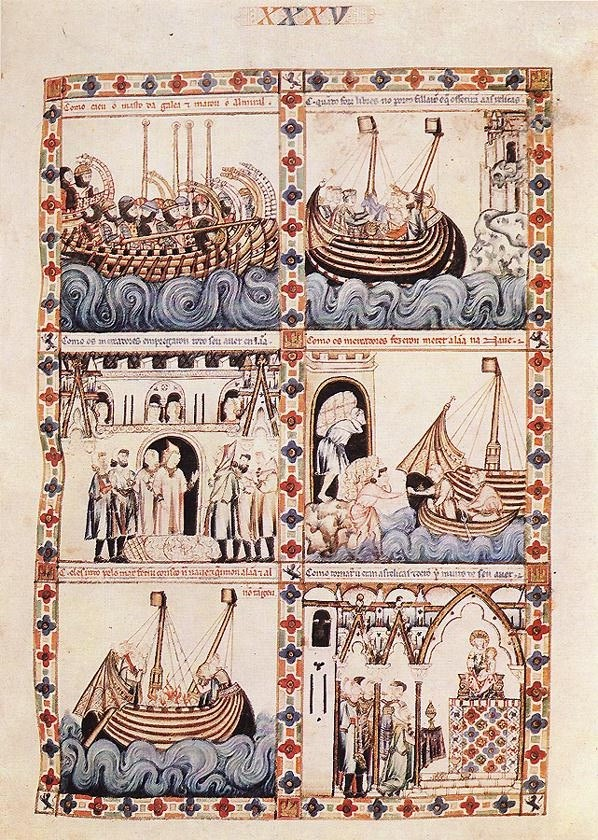
Miniaturi, Cantiga #35

Cantigas sunt păstrate în patru manuscrise:  To (códice de Toledo, Biblioteca Nacional de España, MS 10069), T (Biblioteca de El Escorial, MS T.I.1), F (códice de Florencia, Florența, Biblioteca Nazionale, MS b.r. 20) și E (códice de los músicos, Biblioteca de El Escorial MS B.I.2). E conține cel mai mare număr de cântece (406, plus Introducerea și Prologul); conține 41 de minitaturi atent detaliate și multe scrisori decorate. To este cea mai timpurie colecție și conține 129 de cântece. Deși nu este ilustrată, este bogat decorată cu inițiale împodobite cu penița și realizate cu precizie. Manuscrisele T și F sunt volume- surori. T conține 195 de cantigas păstrate (opt lipsesc din cauza pierderii filelor), ce corespund, în mare, primelor 200  din E, fiecare cântec fiind ilustrat de șase sau 12 miniaturi care înfățișează scene din piesă. F urmărește același format, însă are doar 111 cantigas, dintre care șapte nu au text, doar miniaturi. Acestea sunt, practic, o subcategorie a celor găsite în a doua jumătate a lui E, însă sunt prezentate aici într-o ordine radical diferită. F nu a fost nicicând terminat, așadar muzica n-a fost adăugată. Doar portativele goale sugerează intenția de adăuga ulterior codexului o notație muzicală. Se crede, în genere, că aceste codice au fost alcătuite în timpul vieții lui Alfonso, To probabil în anii 1270, iar T/F și E la începutul anilor 1280, înainte de moartea lui din 1284. 

### Muzica
Genurile muzicale din Cantigas, numeroase, se studiază încă. Au fost multe piste false și sunt puține date sigure dincolo de înălțimea sunetelor. Măsura este o problemă particulară în Cantigas și multe încercări de a determina scheme ritmice relevante tind, cu puține excepții, să fie nesatisfăcătoare.  Acest fapt rămâne un viu subiect de dezbatere și de studiu. Progresul, în desfășurare, a fost totuși semnificativ de-a lungul ultimilor 20 de ani.